# Ramisyllis kingghidorahi
Ramisyllis kingghidorahi ist ein mariner Ringelwurm aus der Gattung Ramisyllis innerhalb der Syllidae. Er lebt in den verzweigten Kanälen von Meeresschwämmen und besitzt einen verzweigten Körper mit einem Kopfende und mehreren verästelten Hinterleibern. Wissenschaftlich beschrieben wurde er im Januar 2022 aus dem Küstengebiet von Japan als bislang erst dritte bekannte Art von Ringelwürmern mit einem derartigen Körperbau. Benannt wurde er nach dem japanischen Filmmonster King Ghidorah, einem Kaijū-Gegner und Erzfeind von Godzilla.

## Merkmale
Ramisyllis kingghidorahi ist ein asymmetrisch verzweigter, dendriformer, Vielborster mit einem Körper, der über ein Kopfende und mehrere Hinterleiber und -enden verfügt. Die Tiere sind getrenntgeschlechtlich. Gattungstypisch ist zudem der im Vergleich zu anderen Syllinae nicht abgeflachte Körper mit mehr oder weniger zylindrischen Segmenten. Der erste Zweig entsteht nach den Segmenten 14 bis 24 und er besitzt mehrere Zweige, die nach den Parapodien entstehen und die gleiche Segmentgröße und Cirrenlänge wie die vorherigen Zweige aufweisen. Der Kopf trägt drei Fühler, die Palpen sind frei bis zur Basis. Der Pharynx (Rachen) ist schlank, bei den ausgewachsenen Tieren fehlt ein Mitteldorsalzahn. Arttypisch sind die langen vorderen Tentakel- und Dorsalcirren, die doppelt so lang sind wie die in der Körpermitte, sowie die langen, über vier Segmente reichenden, Proventrikel. Die Ausläufer, die den anderen Segmenten ähnlich sind, besitzen regelmäßige Verzweigungen und Wucherung neuer Zweige in den Bereichen zwischen den Segmenten.

## Verbreitung und Lebensweise
Die Art Ramisyllis kingghidorahi ist bislang nur aus einem Meeresgebiet vor der südlichen Küste der japanischen Insel Sado bekannt, wo die Typen der Art gesammelt wurden.
Ramisyllis kingghidorahi lebt als Kommensale im Inneren des Kanalsystems eines bislang unbeschriebenen Meeresschwammes, der der Gattung Petrosia zugeordnet wird. Der Schwamm lebt im Bereich der flachen Küstengebiete Japans in etwa 15 Metern Tiefe. Über die Lebensweise der Würmer liegen bislang kaum Daten vor. Die Vermehrung erfolgt durch Schizogamie, bei der durch Knospung eine größere Anzahl an Epitoken abgeschnürt wird.

## Systematik
Ramisyllis kingghidorahi wurde von den Erstbeschreibern als zweite Art der 2012 beschriebenen Gattung Ramisyllis eingeordnet, die bisher nur aus Ramisyllis multicaudata Glasby et al., 2012 bestand. Es handelt sich um die dritte bekannte Art, die einen verzweigten Körper mit mehreren Hinterenden aufweist, wobei die auf der Challenger-Expedition gefundene Art Syllis ramosa McIntosh, 1879 aktuell der Gattung Syllis zugeordnet wird. Als Schwestergruppe für Ramisyllis innerhalb der Syllidae  wurde über genetische Merkmale ein Taxon aus den Gattungen Trypanobia und Trypanedenta identifiziert. Gemeinsam sind diese innerhalb einer als Ribbon-Gruppe benannten Gattungsgruppe platziert.
Der Artname bezieht sich auf das japanische Filmmonster King Ghidorah, ein dreiköpfiges und zweischwänziges Wesen, das mit Godzilla verfeindet ist. Beide Wesen wurden von Tomoyuki Tanaka auf der Grundlage der japanischen Mythologie und Folklore geschaffen. Wie Ramisyllis kingghidorahi ist King Ghidorah ist ein verzweigtes Tier, das seine verlorenen Enden regenerieren kann. King Ghidorah wird als männlich angenommen und entsprechend latinisiert.

## Belege
1. 1 2 3 4 5 6  M. Teresa Aguado, Guillermo Ponz-Segrelles, Christopher J. Glasby, Rannyele P. Ribeiro, Mayuko Nakamura, Kohei Oguchi, Akihito Omori, Hisanori Kohtsuka, Christian Fisher, Yuji Ise, Naoto Jimi & Toru Miura: Ramisyllis kingghidorahi n. sp., a new branching annelid from Japan. Organisms Diversity & Evolution, 2022; doi:10.1007/s13127-021-00538-4.
2. ↑  C.J. Glasby, P.C. Schroeder, M. Teresa Aguado: Branching out: A remarkable new branching syllid (Annelida) living in a Petrosia sponge (Porifera: Demospongiae). Zoological Journal of the Linnean Society 164, 2012; S. 481–497. doi:10.1111/j.1096-3642.2011.00800.x.
3. ↑  W.C. McIntosh: On a remarkably branched Syllis dredged by H.M.S. Challenger. Journal of the Linnean Society London 14, 1879; S. 720–724. doi:10.1111/j.1096-3642.1879.tb02356.x.
4. ↑  M. Teresa Aguado, C.J. Glasby, P.C. Schroeder, A. Weigert, C. Bleidorn: The making of a branching annelid: An analysis of complete mitochondrial genome and ribosomal data of Ramisyllis multicaudata. Scientific Reports 5, 2015; Artikel-Nr. 12072. doi:10.1038/srep12072.